# Dedùn
Dedùn o Dedwen (in egizio Dˀdwˀmn, ebraico דאדונ Dˤdwn, pronuncia convenzionale Deddvuenn) è la maggiore divinità nubiana e kushita appartenente alla religione dell'antico Egitto.

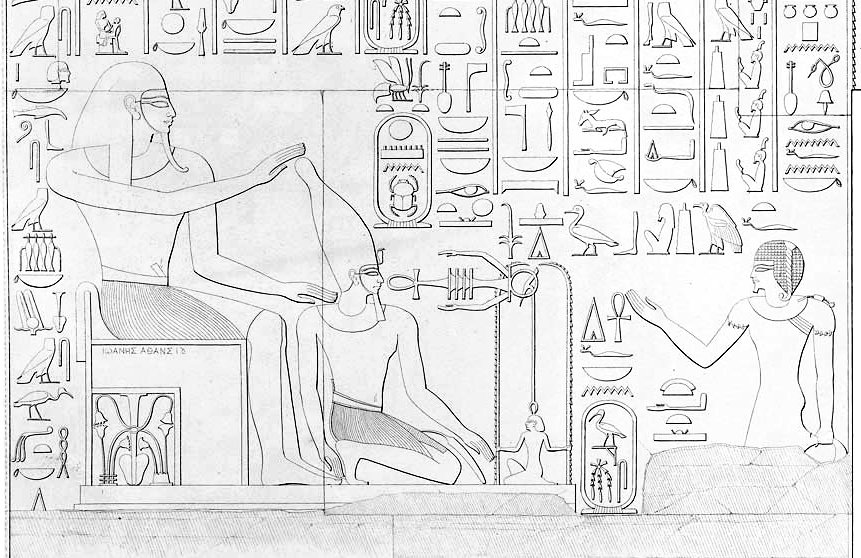

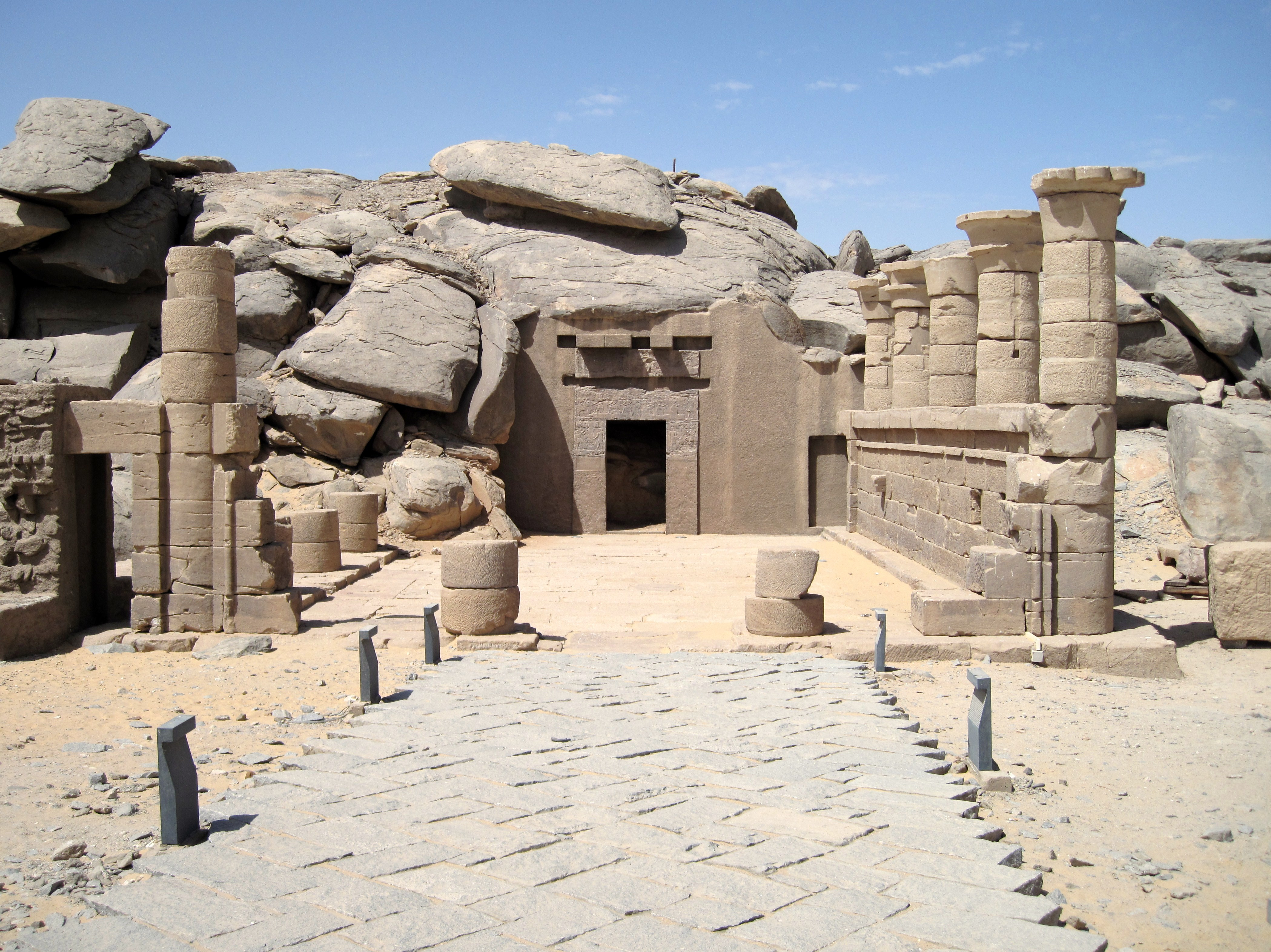

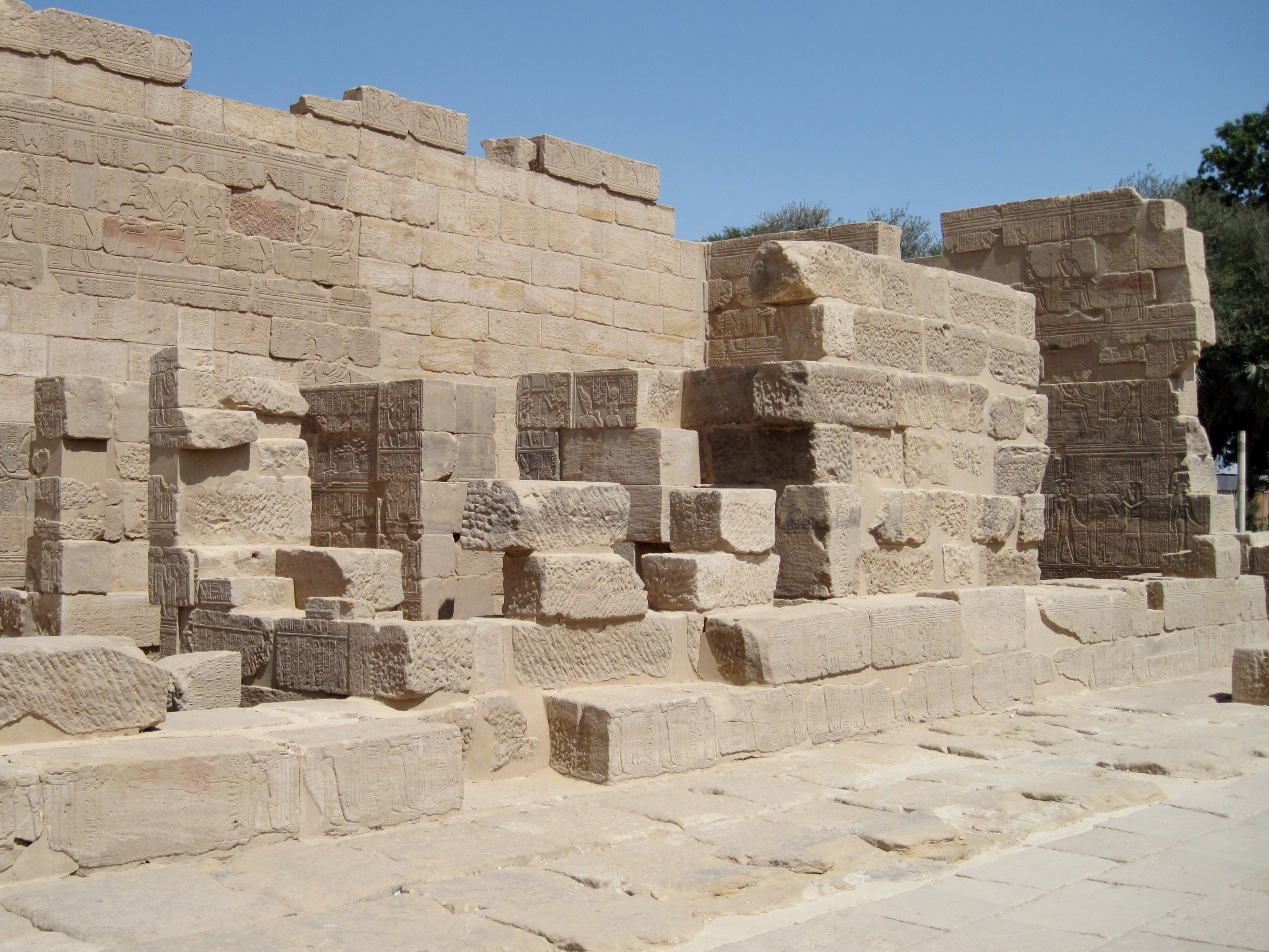
Tempio di Arensnuphis

## Culto
Probabilmente originario della terra di Kush, il culto di Dedùn arrivò in Nubia e poi in Egitto dove fu praticato a lungo, dove è menzionato, nei "Testi delle piramidi", come divinità nubiana.
Questa divinità venne adorata in modo particolare dal sovrano Thutmose III della XVIII dinastia, che le edificò un tempio vicino a Semna che celebrava anche le gesta dei soldati Medjay nel Delta contro gli Asiatici.
Venerato come una tra le divinità funerarie e protettrice dei morti e dei vivi dai geni maligni, non ebbe mai un culto vero e proprio e fu adorato, in epoche successive, soprattutto dalla gente del popolo.

Il suo nome in geroglifico è: 
| D46 | M42 · N35 | G7 |

 che viene trascritto come Dèdmuen.

Il nome viene anche scritto: 
| R11 | E34 · N35 |

 da traslitterare Djedwenn. Questa variante è usata come semplificazione del nome originale, in cui Dèd è molto simile a Djed
Altra versione è:
| D46 · D46 | E34 · N35 | A40 |

trasliterato ddwn

## Mitologia
Come già accennato, era una divinità funeraria e il suo nome significa "Colui che procura incenso"; infatti bruciava incenso a ogni morte e a ogni nascita.
Era un dio dell'Occidente, mentre Sobek era un dio del nord e Sopedet (Iside) quella dell'Est.

## Arensnufi
Divinità, forma sincretica di Dedùn, a cui è dedicato un piccolo tempio sull'isola di Agilkia dove sorgono i Templi di File.